# 59e législature du Grand Conseil du canton du Valais
La législature 2017-2021 du Grand Conseil du canton du Valais débute le 27 mars 2017 et s'achève le 18 avril 2021. L'élection des députés a eu lieu le 5 mars 2017.